# ピリドキシン
ピリドキシン (pyridoxine) は、ビタミンB群の中のビタミンB6に分類される化合物の1つである。ビタミンB6に分類される化合物としては、他にピリドキサールとピリドキサミンが挙げられる。ただし、ピリドキシンの活性型は、ピリドキサールリン酸である。ピリドキシンはピリドキシンキナーゼでリン酸化されて、さらにピリドキシンフォスフェートデヒドロゲナーゼによって酸化され、ピリドキサールリン酸に変換されるなどして利用される。

## 生理活性
ピリドキシンは、赤血球生産を促進すると同時に、ナトリウムとカリウムのバランスを保つ事を助ける働きがある。その他、ホモシステインの構成（ホモシステイン/メチオニン比）を減少させる事によって、心臓血管健康につながる。さらに、ピリドキシンは、女性におけるホルモンの変化と免疫システムにおける援助のバランスを助ける。ピリドキシンの不足は皮膚炎、口唇炎、貧血、脂肪肝などを引き起こすと言われている。また、アミノ酸の代謝異常に起因する、アミノ酸中間代謝物の尿中排泄量の増加が知られている。しかし、腸内細菌によっても合成されるため、通常の食事をしていれば必要量が供給されるので、ピリドキシンの欠乏症は稀である。
活性型のピリドキサールリン酸は、生体内で様々な代謝に関わっている。例えば、モノアミン神経伝達物質のセロトニン、ドーパミン、ノルアドレナリン、およびアドレナリンの生産に必要なアミノ酸デカルボキシラーゼ（脱炭酸酵素）のための補助因子である。この酵素は前駆体の5-ヒドロキシトリプトファン (5-htp) をセロトニンに変換する。また、 3,4-ジヒドロキシフェニルアラニン (l-dopa)を、ノルアドレナリンおよびアドレナリンへの出発物質であるドパミンを生成する。なお、不要になったピリドキサールリン酸は、脱リン酸化されてピリドキサールに戻され、さらにピリドキサールデヒドロゲナーゼによって酸化されて4-ピリドキシン酸に変換され、主に腎臓から尿中へと排泄される。

## 解毒
グリオキシル酸は、ヒトではエチレングリコールからシュウ酸に代謝される際の中間体で、体内で酸化を受けると有害なシュウ酸が生成される。その際に、ピリドキシンが充分に生体内に存在すると、グリオキシル酸を有害なシュウ酸よりは、むしろグリシンへの転換を促進する作用を有する。
また、ギンコトキシンとは構造が似ているため、生体内で競合する。もしギンコトキシン中毒が起きた時には、ピリドキシンを投与すれば、ギンコトキシンの毒性を軽減できる。すなわち、ピリドキシンはギンコトキシンの特異的な解毒薬である。

## 歴史
ピリドキシンは1934年に発見され、1938年に分離され、1939年に最初に合成された。また、世界保健機関の必須医薬品リストに掲載されている。ピリドキシンはジェネリック医薬品としても市販薬としても入手できる。